# ウィリアム・ニコルソン (脚本家)
ウィリアム・ベネディクト・ニコルソン（William Benedict Nicholson, OBE、1948年1月12日 - ）は、イギリスの脚本家、作家。

## 人物
サセックス・ルイス出身。ケンブリッジ大学傘下のクライスツ・カレッジに学ぶ。
BBCテレビでドキュメンタリー番組の制作に携わった後、作家・劇作家に転身、映画の脚本も執筆するようになる。『グラディエーター』や『エリザベス:ゴールデン・エイジ』、『レ・ミゼラブル』などの脚本を執筆したほか、『ファイアーライト』、『幸せの答え合わせ』では監督も兼任した。
2015年、大英帝国勲章 (OBE) を授与された。

## 主な作品
- ある作家と死 Shadowlands (1986) テレビ映画
- サラフィナ! Sarafina! (1992)
- 永遠の愛に生きて Shadowlands (1993)
- ネル Nell (1994)
- トゥルーナイト First Knight (1995) 原案も
- 判決/クライム・オブ・ザ・センチュリー Crime of the Century (1996) テレビ映画
- ファイアーライト Firelight (1997) 監督も
- グレイ・オウル Grey Owl (1999)
- グラディエーター Gladiator (2000)
- エリザベス:ゴールデン・エイジ Elizabeth: The Golden Age (2007)
- レ・ミゼラブル Les Misérables (2012)
- マンデラ 自由への長い道 Mandela: Long Walk to Freedom (2013)
- 不屈の男 アンブロークン Unbroken (2014)
- エベレスト 3D Everest (2015)
- ブレス しあわせの呼吸 Breathe (2017)
- 幸せの答え合わせ Hope Gap (2019) 監督も
- 13人の命 Thirteen Lives (2022)[6]